# Алексідзе Дмитро Олександрович
Дмитро́ Олекса́ндрович Алексі́дзе (23 лютого (8 березня) 1910 , Тифліс  — 4 грудня 1984 , Тбілісі )  — грузинський радянський театральний режисер.

## Біографічні дані
Народився 23 лютого (8 березня) 1910 року в Тбілісі. У 1934 закінчив Інститут театрального мистецтва у Москві.
Режисер-постановник (1936—1959), головний режисер (1959—1964) театру імені Шота Руставелі в Тбілісі.
1964—1970 — режисер, від 1968 — головний режисер Київського українського драматичного театру імені Івана Франка.
1967—1968 — головний режисер Київського російського драматичного театру імені Лесі Українки.
За сумісництвом — професор Київського інституту театрального мистецтва (1968—1970).
1971—1984 — головний режисер театру імені Коте Марджанішвілі в Тбілісі.
Був ректором Грузинського театрального інституту, професором Тбіліського університету. Помер 4 грудня 1984 року в Тбілісі.

## Звання та премії
- 1955 — народний артист Грузинської РСР.
- 1976 — народний артист СРСР.
- 1971 — Державна премія УРСР імені Тараса Шевченка за виставу «Пам'ять серця» Олександра Корнійчука в Київському українському драматичному театрі імені Івана Франка.